# In Suprema Petri Apostoli Sede
In Suprema Petri Apostoli Sede è una enciclica di papa Pio IX, pubblicata il 6 gennaio 1848, e dedicata al tema dell'unione con le Chiese Ortodosse.
Nell'enciclica il papa annuncia prima di tutto ai cattolici uniati l'invio di un visitatore apostolico. E, rivolgendosi a tutti i cristiani d'Oriente, li invita a ritornare nella comunione con la sede di Roma, l'unica «vera chiesa». Questa lettera suscitò un ampio dissenso fra i cristiani delle chiese orientali non in comunione con Roma, che considerarono la lettera una chiara provocazione: nel maggio del 1848 i quattro patriarchi ortodossi di Costantinopoli, Antiochia, Gerusalemme ed Alessandria, più una trentina di vescovi orientali, riuniti in un sinodo straordinario stigmatizzarono l'enciclica, ribadirono le accuse di eresia della chiesa di Roma per l'introduzione di innovazioni teologiche (il Filioque), ed in modo polemico invitarono Pio IX a fare il primo passo rinunciando a tutti i suoi privilegi.
(G. Martina, op. cit., p. 472)